# Сивас
Сива́с (тур. Sivas) — город в Турции, регионе Центральная Анатолия, центр провинции Сивас. Прежние названия: Себастия, Севастия, (арм. Սեբաստիա [Себа́стия], греч. Σεβάστεια, лат. Sebastia, Sebastea, Sebasteia)

## История
Основан в I веке до н. э. в составе провинции Малая Армения Понтийского царства. После поражения понтийского царя Митридата Евпатора становится римским форпостом в этом регионе. Август поименовал город Севастией и расширил его. Город входил в провинцию Каппадокию, но в правление императора Диоклетиана, в конце III века Себастия становится столицей Малой Армении. С начала V века столица провинции Первая Армения. Город издревле стал кафедрой православной епархии, с III века — митрополии. В период гонений, начавшихся при императоре Диоклетиане в 303 году и продолжавшееся при его наследниках, в городе приняли кончину многие мученики и епископы, прославляемые Церковью в лике святых. Наиболее чтимы среди них Сорок Севастийских мучеников, принявших мученическую кончину в Севастийском озере в 320 году, в правление императора Лициния.
В VI веке, при Юстиниане I были перестроены и укреплены городские стены. В 575 году подвергся нашествию персов, которые сожгли город. С конца VII века подвергался нападениям арабов, входит в состав византийской фемы Армениакон. С 911 года становится столицей отдельной фемы Себастея которая простиралась до Малатии и Тефрики, позже в X веке её территория была сокращена. В 1021 году император Василий II передал город и сопредельную область армянскому князю Сенекериму Арцруни, он, а затем его потомки правили городом до его захвата турками в конце XI века сперва как вассалы Византии, а с 1074 года как независимые правители.
В 1090 году город захватывают туркоманы Данишмендиды, переименовывают его в Сивас и провозглашают своей столицей. В 1172 году Себастию завоевывают турки-сельджуки, в 1400 году был захвачен и разграблен войсками Тамерлана. Позднее переходит под власть османских турок (1408) и эллинистическое влияние здесь заметно ослабевает. Несмотря на османское владычество, вплоть до Первой мировой войны и Геноцида армян большинство населения города и региона составляли армяне, из 166 крупных торговцев 141 был армянином, из 155 экспортеров — 125 армян, из 37 банкиров — 32 армянина, из 9 тыс. 800 ремесленников и мелких торговцев — 6 тыс. 800 и из 153 промышленных предприятий 130 принадлежали армянам.
Город и его окрестности имели множество мечетей и армянских монастырей, таких как Сурб Ншан (Святого Знамения), Сурб Анапат, Сурб Саргис, Рештакапетац (Архангелов), Дердзаки-ванк и другие. Сурб Ншан находился на окраине и там имелось хранилище древних армянских рукописей. Рядом с городом также находится армянский монастырь Святого Креста в котором хранятся королевский трон и другие реликвии. Население Себастии и всей Малой Армении подверглось резне в 1894—1896 (Хамидийская резня) и в 1915—1923 годах (Геноцид армян). В результате чего армянское население было полностью истреблено, а дома, школы и храмы уничтожены.
Серию картин, посвящённых Сивасу, написала туркменская художница Огулсурай Акмурадова.

## Население
В начале XVI века в городе проживало 750 христианских семей и 261 мусульманская.
В 1912 году в городе и районе проживали:
- Турки — 86 171 чел.
- Армяне — 17 233 чел.
- Греки — 962 чел.

## Климат
Сивас имеет континентальный климат с теплым и сухим летом и холодной и снежной зимой. Самые засушливые месяцы — июль и август, а самые влажные — апрель и май.
| Показатель                                         | Янв. | Фев. | Март | Апр. | Май  | Июнь | Июль | Авг. | Сен. | Окт. | Нояб. | Дек. | Год   |
| -------------------------------------------------- | ---- | ---- | ---- | ---- | ---- | ---- | ---- | ---- | ---- | ---- | ----- | ---- | ----- |
| Абсолютный максимум, °C                            | 12   | 17   | 21   | 27   | 30   | 33   | 37   | 37   | 37   | 28   | 22    | 13   | 37    |
| Средний суточный максимум, °C                      | −1   | 1    | 7    | 14   | 18   | 22   | 26   | 27   | 23   | 17   | 8     | 2    | 14    |
| Средняя температура, °C                            | −4   | −2   | 2    | 9    | 13   | 16   | 20   | 20   | 16   | 11   | 4     | −1   | 8     |
| Средний суточный минимум, °C                       | −7   | −6   | −1   | 3    | 7    | 10   | 13   | 12   | 9    | 5    | 0     | −4   | 3     |
| Абсолютный минимум, °C                             | −26  | −28  | −27  | −7   | −1   | 0    | 4    | 5    | 0    | −7   | −21   | −21  | −28   |
| Норма осадков, мм                                  | 40,1 | 38,3 | 46,0 | 65,7 | 60,3 | 33,9 | 11,2 | 7,6  | 18,3 | 37,8 | 41,6  | 43,9 | 444,7 |
| Источник: Weatherbase, Meteoroloji Genel Müdürlüğü |      |      |      |      |      |      |      |      |      |      |       |      |       |

## Фотоальбом

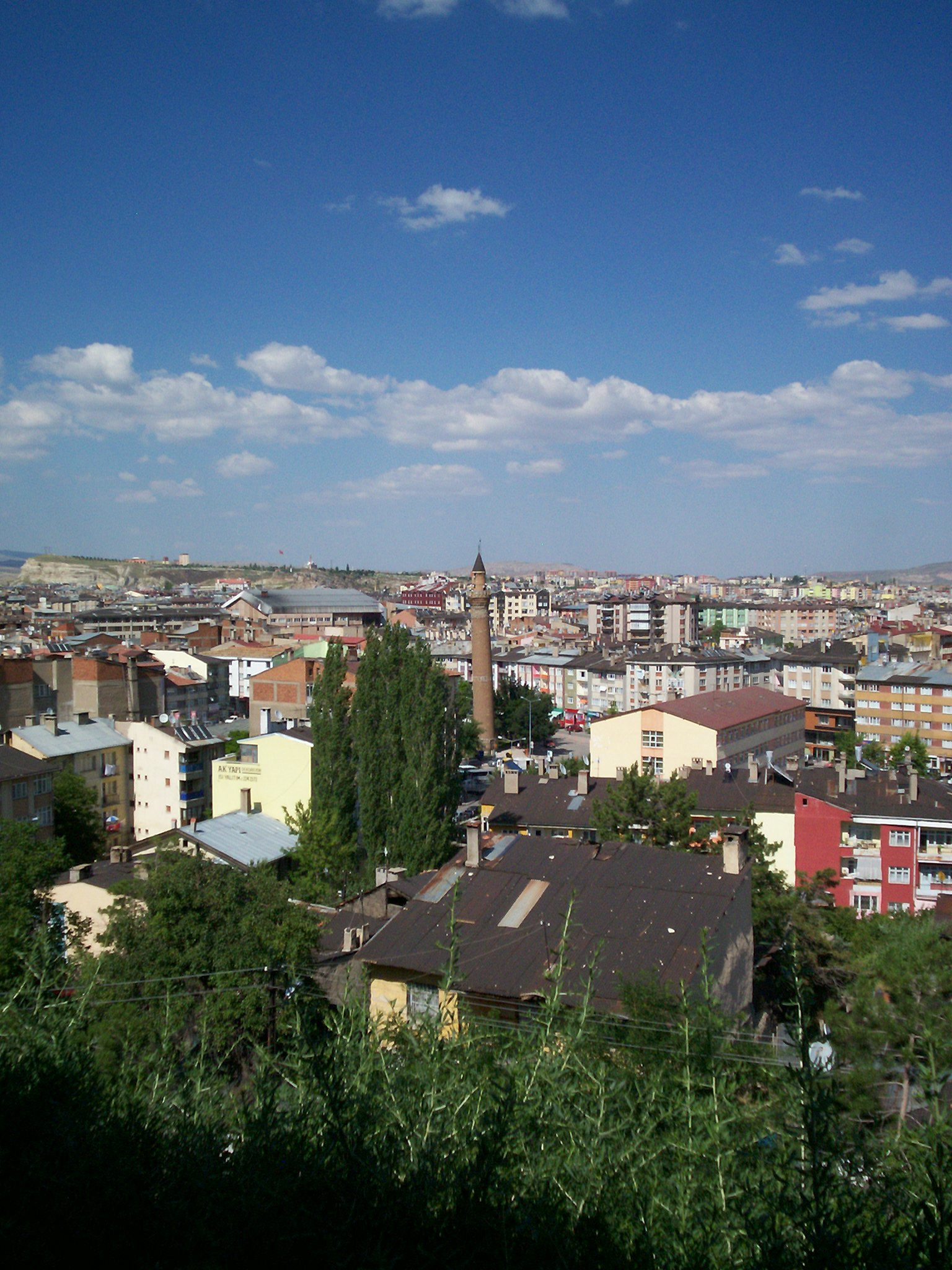
Падающий минарет Улу-Джаами (Большая мечеть)
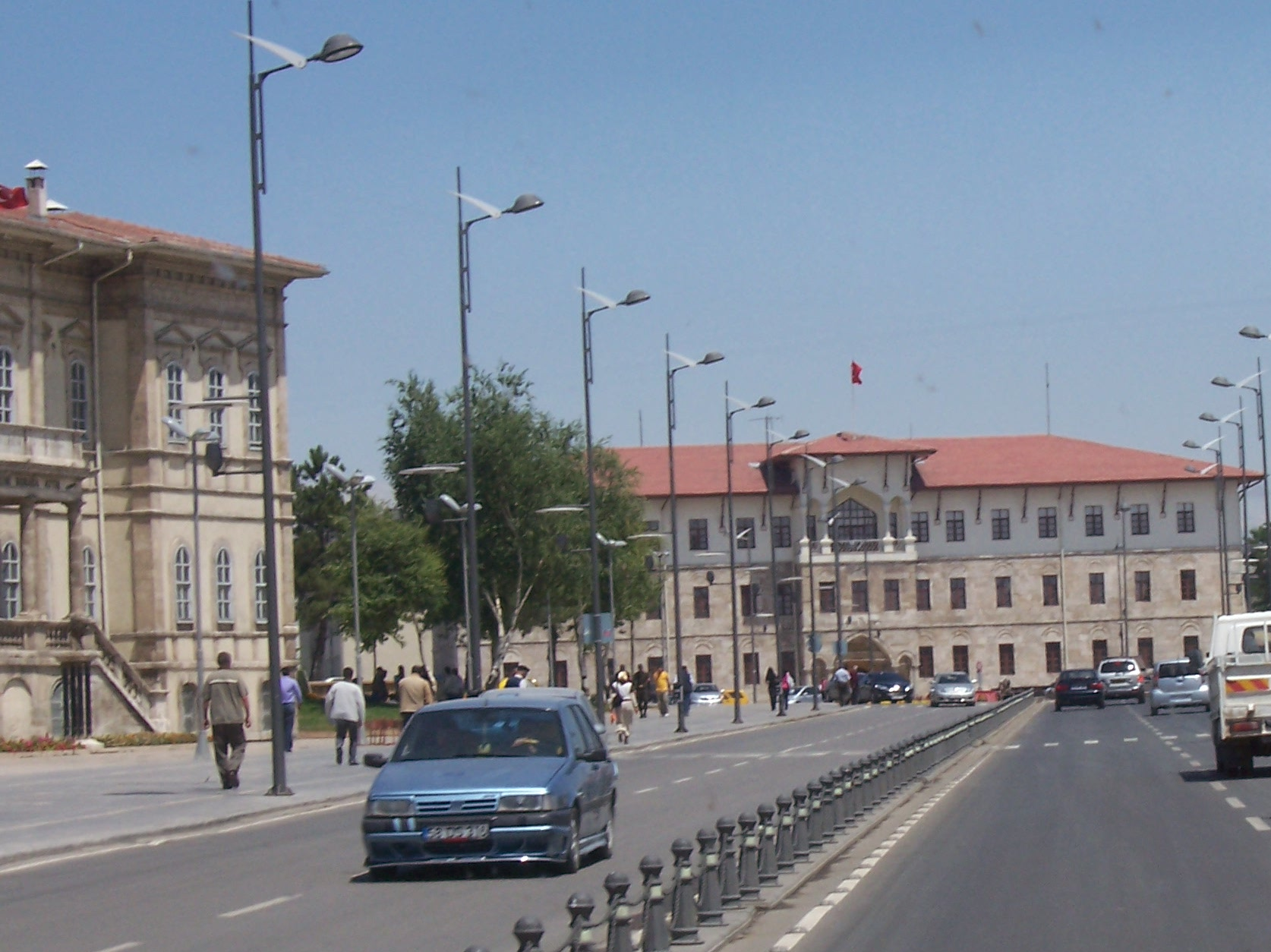
Улица, ведущая к зданию мэрии
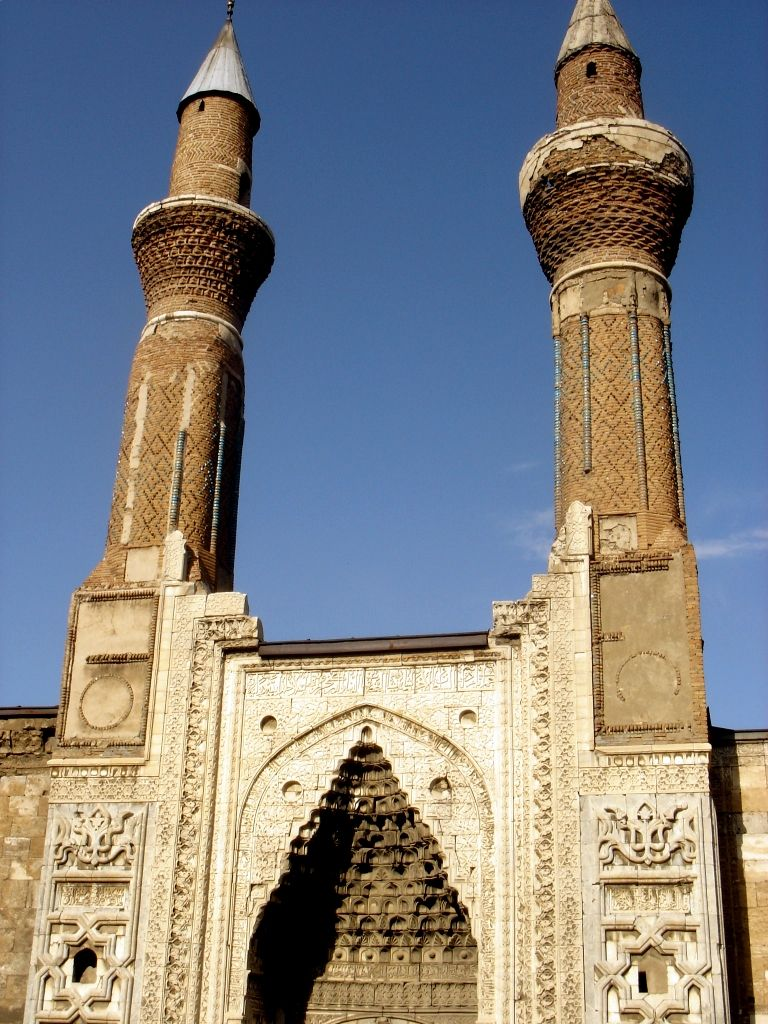
Гёк-медресе
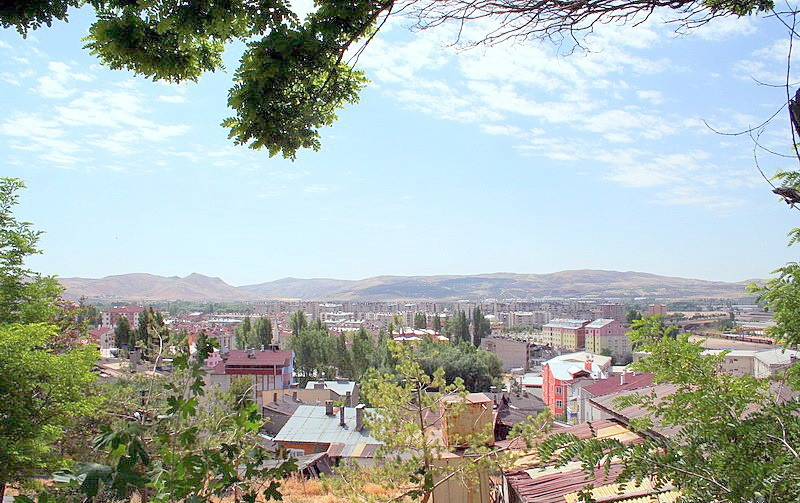
Общий вид города Сивас

## Города-побратимы
- Россия — Грозный[7]